# Erina Kabe
Erina Kabe (jap. 嘉部 恵梨奈, Kabe Erina; * 11. Oktober 1985) ist eine japanische Skispringerin.
Nachdem Kabe im März 2005 bei nationalen FIS-Springen antrat, gab sie am 1. Oktober 2005 ihr Debüt im Skisprung-Continental-Cup. Bereits in ihrer ersten Saison erreichte sie dabei mit dem 31. Platz ihr bislang bestes Ergebnis in der Continental-Cup-Gesamtwertung. Bei der Winter-Universiade 2007 in Pragelato gewann Kabe hinter der Österreicherin Daniela Iraschko und ihrer Landsfrau Misaki Shigeno die Bronzemedaille von der Normalschanze. Seit der Universiade tritt sie ausschließlich bei Springen in ihrem Heimatland an und konnte damit keine vorderen Platzierungen in der Gesamtwertung des Continental Cup mehr erreichen.